# خان أبو القاسم
خان أبو القاسم (بالفارسية: کاروانسرای ابوالقاسم) هو خان تاريخي يعود إلى عصر القاجاريون، ويقع في يزد.